# 비, 증기, 그리고 속도 – 대서부 철도
《비, 증기, 그리고 속도 – 대서부 철도》(Rain, Steam and Speed – The Great Western Railway)는 19세기 영국의 화가 조지프 말로드 윌리엄 터너가 그린 유화이다. 1844년 왕립예술원에 처음 전시되었으나, 그린 시기는 이보다 일찍일 수 있다. 현재는 런던의 내셔널 갤러리에 소장되어 있다.

## 배경
이 그림은 산업 혁명이 끝날 무렵에 그려졌는데, 산업 혁명은 빅토리아 시대에 농업 경제에서 기계 위주의 경제로의 거대한 변화를 가져왔다. 그리고 철도는 새로운 교통 수단으로서 산업 및 사회 생활에 큰 영향을 끼친 산업 혁명의 가장 강력한 상징 중 하나였다. 저서 《Masterpieces of Western Art : a History of Art in 900 Individual Studies》에서는 터너는 당시 산업 발전에 찬사를 보낼만한 예술 주제로 보았던 몇 안 되는 화가 중 한 명이었기 때문에 다른 예술가보다 한 세대 앞선 것처럼 보였으며, 《비, 증기, 그리고 속도 – 대서부 철도》가 현대 기술이 우리를 향해 달려오는 현실임을 암시한다고 설명했다.
영국 대서부 철도(Great Western Railway)는 새로운 교통 수단을 개발하기 위해 설립된 여러 영국의 민간 철도 회사 중 하나였다. 그림의 위치는 탭로와 메이든헤드 사이의 템스강을 가로지르는 철도이자 터너가 30년 넘게 탐구했다고 알려진 메이든헤드 철교로 받아들여지고 있다.